# Neklasificirani narodi
Neklasicirani narodi i jezici su oni za koje više nije moguće ustanoviti kojoj su jezičnoj porodici pripadali, kao što su to bili Sumerani ili Huni. U drugom slučaju to su svi oni živi narodi i jezici koji nisu dovoljno proučeni, kao što su to razne nekontaktirane skupine koje žive više/manje izolirani na nepristupačnim terenima gdje znanstvenici još nisu proveli terenska istraživanja. Najveći broj nekontaktiranih grupa imamo na području južnoameričkih prašuma koja još čekaju da se provedu ovakva istraživanja, i ustanovi njihova jezična srodnost s ostalim poznatim jezicima. 